# Никола Јокић
Никола Јокић (Сомбор, 19. фебруар 1995) српски је кошаркаш. Игра на позицији центра, а тренутно наступа за Денвер нагетсе. Први је Србин који је проглашен за најкориснијег играча НБА лиге. Награду за најбољег кошаркаша најјаче кошаркашке лиге на свету освојио је три пута и то у сезонама 2020/21, 2021/22 и 2023/24. Поставио је и оборио многе индивидуалне играчке рекорде у историји НБА лиге.
Три сезоне је наступао за Мега Лекс и проглашен је за најкориснијег играча Јадранске лиге. Изабран је у другом кругу НБА драфта 2014. као 41. по реду од стране Денвер нагетса са којима је у јулу 2015. потписао уговор. Јокић је остварио најбржи трипл-дабл у историји НБА лиге за само 14 минута и 33 секунде проведених на терену. Уједно је постао европски кошаркаш са највећим бројем трипл-дабл мечева и ушао међу три најбоља играча по овом параметру у историји НБА лиге. Године 2019. изабран је први пут да игра на Ол-стар утакмици. Као лидер франшизе, изборио је доигравање у сезони 2018/19 и после десет година Денвер је прошао прво коло доигравања. Четири пута је изабран у најбољу петорку НБА лиге: 2019, 2021, 2022. и 2024. године. Предводио је Денвер нагетсе до прве историјске НБА титуле у сезони 2022/23, један од најзаслужнијих за победу у финалној серији против Мајами хита и проглашен је за најкориснијег играча финала.
Са репрезентацијом Србије је освојио сребрну медаљу на Олимпијским играма у Рију 2016. и бронзану медаљу у Паризу 2024. године. Кошаркашки савез Србије доделио је Јокићу награду за најбољег српског кошаркаша четири пута.

## Играчка каријера

### Јуниорска каријера
Јокић је у млађим категоријама наступао у дресу Војводине Србијагас. Заблистао је у дресу Војводине у ХЕБА Јуниорској лиги Србије. На десет мечева у дресу новосадских црвено-белих бележио је 25,6 поена и 11,9 скокова, уз просечни коефицијент успешности 32,9. Уследио је позив Мега Визуре, са којом је стигао до полуфинала ХЕБА лиге и финала Евролигиног квалификационог турнира у Београду.
Јокићу су припала МВП признања у лигашком делу и на турниру осам првопласираних Јуниорске лиге, док је у евролигашкој конкуренцији морао да се задовољи идеалном петорком турнира. Крајем сезоне је прекомандован у сениорски тим Мега Визуре.

### Мега Лекс
Професионалну каријеру је почео у дресу Мега Визуре у сезони 2012/13. Био је најкориснији играч 4. кола Развојне лиге Србије на мечу против ФМП са 26 постигнутих поена, 13 скокова и пет асистенција. У наредној сезони 2013/14, провео је много више минута на терену за сениорски тим. Одиграо је 25 утакмица у Јадранској лиги, постизао је у просеку 11,4 поена, 6,4 скокова и 2,5 асистенција по утакмици. Играо је и 13 утакмица са тимом у Суперлиги Србије. На финалном турниру Купа Радивоја Кораћа са екипом Меге стигао је до финала. Никола је имао прилику да свој тим доведе до трона, али је промашио у последњим секундама утакмице, па је Црвена звезда ипак освојила овај трофеј. На НБА драфту 2014. одабрали су га Денвер нагетси као 41. у другом колу.
Проглашен је за најкориснијег играча лигашког дела Јадранске лиге у сезони 2014/15, те за најбољег младог играча. Током сезоне прикупио је 527 индексних поена, односно 22 по утакмици. Одиграо је 24 од 26 утакмица у Јадранској лиги и само три пута није имао двоцифрен учинак. Четири пута је био проглашаван за најкориснијег играча кола, а последње признање стигло је у последњем колу када је прикупио 39 индексних поена. Уједно је био и најбољи скакач регионалног такмичења јер је имао 222 скока од почетка сезоне, односно 9,25 по мечу. 
У Суперлиги Србије је наставио са сјајним партијама. Био је најбољи стрелац и скакач лигашког дела такмичења. Мега је елиминисана у полуфиналу доигравања од Црвене звезде. На крају сезоне Јокић је потврдио да напушта клуб.
Николу Јокића заступа агенција специјализована за заступање професионалних кошаркаша Беобаскет из Београда.

### Денвер нагетси

#### Сезона 2015/16.
Јокић је 28. јула 2015. потписао уговор са Денвер нагетсима. Дебитовао је у НБА лиги 28. октобра 2015. године, победом Денвера у гостима против Хјустон рокетса и притом постигао два поена. Дана 1. фебруара 2016. Јокић је забележио своју најбољу поентерску партију сезоне када је постигао 27 поена и додао 14 скокова у победи 112:93 над Торонто репторсима. У фебруару 2016. био је и учесник Ол-стар викенда. На утакмици „звезди у успону” (играчи из прве и друге сезоне у НБА), Јокић је постигао 12 поена уз осам скокова и четири асистенције за тим света који је поражен од играча из САД са 157:154. У својој првој сезони је одиграо 80 утакмица за Денвер, од чега је 55 пута био стартер. Јокић је у просеку постизао 10 поена, седам скокова, 2,4 асистенције и једну украдену лопту за 21,7 минута у просеку по мечу. Јокић је био трећи у гласању за новајлију године. Био је четврти по скоковима, пети у украденим лоптама, седми у асистенцијама, осми по поенима и 10. у одиграним минутима међу осталим „рукијима”. Јокић је такође забележио и 14 „дабл-дабл” учинака. Изабран је и у најбољу петорку рукија, уз Карл-Ентони Таунса, Кристапса Порзингиса, Девина Букера и Џахила Окафора. Таунс је био први избор НБА драфта 2015, Окафор трећи, Порзингис четврти, а Букер тринаести. Јокић је једини из те најбоље руки петорке изабран у другом колу драфта као 41. избор, само што је он за разлику од малопре споменуте четворке биран 2014. на драфту.

#### Сезона 2016/17.
Забележио је први трипл-дабл у НБА каријери 3. фебруара 2017. године. Предводио је Денвер до победе над Милвоки баксима са 121:117, постигавши 20 поена, уз 13 скокова и 11 асистенција за 32 минута на паркету. Седам дана касније, Јокић је остварио рекорд каријере са постигнутих 40 поена у победи над Њујорком у Медисон сквер гардену. Никола Јокић постао је други Србин у НБА лиги који је постигао четрдесет или више поена на једном мечу, пре њега то је урадио Предраг Пеђа Стојаковић. Дана 14. фебруара Јокић је својим другим трипл-даблом у каријери, предводио Нагетсе до победе против Голден Стејт вориорса, уписао је 17 поена, 21 скок (рекорд каријере) и 12 асистенција. На Ол-стар викенду 2017. поново је заиграо у мечу „звезда у успону” и са 12 поена, 11 скокова и 8 асистенција био један од бољих играча у тиму света који је савладао тим САД са 150:141. Учествовао је и у такмичењу у вештинама, где играчи показују своје вештине у дриблингу, гађању, додавању, брзини и прецизности. Јокић је 28. фебруара остварио свој трећи трипл-дабл у каријери, забележивши 19 поена, 16 скокова и 10 асистенција за победу свог тима од 125:107 над Чикаго булсима. Само дан касније Јокић је остварио нови трипл дабл. У победи против Милвоки бакса постигао је 13 поена, 14 скокова и 10 асистенција.
Дана 16. марта 2017. је остварио пети трипл дабл у каријери, забележивши 17 поена, 14 скокова и 11 асистенција у победи 129:114 над Лос Анђелес клиперсима. Петнаест дана касније, направио је шести трипл дабл. Забележио је 26 поена, 13 скокова и 11 асистенција у поразу свог тима 122:114 од Шарлот хорнетса. Денвер није успео да се пласира у доигравање, а сезону су завршили са 40 победа и 42 пораза. Никола је ове сезоне за Денвер одиграо 73 утакмице и просечно играо 28 минута, за то време је убацивао 16,7 поена по мечу, имао 9,8 скокова и 4,9 асистенција. Све то уз сјајан шут из игре 58%. Са својих шест трипл-дабл учинака Јокић је био четврти играч у сезони у овој категорији а испред њега су били Расел Вестбрук (42), Џејмс Харден (22) и Леброн Џејмс (13).

#### Сезона 2017/18.
Дана 7. новембра 2017. Јокић је забележио нови рекорд каријере са 41 поеном у победи свог тима 112:104 над Бруклин нетсима. Проглашен је за најбољег играча седмице Западне конференције у периоду од 6. новембра до 12. новембра. 2017. године.
Током 2017. постао је део глобалне кампање бренда Најки под именом — Come out of nowhere.
У победи против Милвоки бакса 15. фебруара 2018. остварио је најбржи трипл-дабл у историји НБА лиге за само 14 минута и 33 секунде на паркету. Јокић је трећим узастопним трипл-даблом предводио Денвер у победи против Сан Антонио спарса и постао је једини играч уз Вилта Чемберлена, који је остварио трећи узастопни трипл-дабл, а да је висок 2,08 и више. У априлу 2018. године проглашен је за најбољег играча недеље Западне конференције по други пут у сезони.
Денвер није успео да избори доигравање пошто су у последњем мечу регуларног дела сезоне изгубили након продужетка од Минесоте. Јокић је утакмицу завршио са 35 поена (14/25 из игре), од чега је 17 постигао у трећој четвртини, али и имао десет скокова, три асистенције и једну украдену лопту.

#### Сезона 2018/19.
Јокић је званично потписао нови уговор са Денвер нагетсима 1. јула 2018, по којем ће у пет сезона зарадити 146,5 милиона долара. Постао је најплаћенији српски спортиста свих времена. Наставио је са добрим играма и у сезони 2018/19. кад је несумњиво постао лидер франшизе. Једну од најбољих партија сезоне пружио је 13. јануара 2019. године против Портланда када је постигао 40 поена и имао 8 асистенција.
Изабран је од стране тренера за резерву на Ол-стар утакмици у Шарлоту, по први пут у каријери. НБА лига је изабрала Јокића да учествује и на такмичењу вештина у оквиру Ол-стар викенда. Први пут је са Денвером изборио плеј-оф, а у првој рунди су избацили Сан Антонио спарсе после седам одиграних утакмица, посебно је био запажен у одлучујућој утакмици када је постигао трипл дабл.
Денвер је испао у полуфиналу Запада од Портланда, а Јокић је изабран у најбољу петорку НБА лиге за сезону 2018/19, поред њега су изабрани још Стеф Кари, Џејмс Харден, Пол Џорџ и Јанис Адетокунбо. Постао је тек други играч Денвера у историји те франшизе који је успео да се нађе у најбољем тиму сезоне и први Србин коме је то пошло за руком. Био је четврти у избору за најкориснијег играча НБА лиге у протеклој сезони.

#### Сезона 2019/20.
Јокић је 8. новембра 2019. постигао одлучујући кош за победу против Филаделфије севентисиксерса. У наредној утакмици, два дана касније, такође постиже одлучујуће поене у победи 100:98 после продужетака против Минесоте Тимбервулвса. Дана 6. јануара 2020. постигао је 47 поена против Атланте хокса у гостујућој победи 123:115, тада рекорд каријере Јокића по броју постигнутих поена на утакмици. На утакмици против Јуте Џез, Јокић бележи 30 поена, 21 скок и 10 асистенција, чиме постаје трећи играч још од Карим Абдул-Џабара 1976. са 30/20/10 статистиком у једној утакмици. Другу годину узастопно, Јокић је изабран да наступи на Ол стар утакмици звезда НБА лиге.
У првој рунди плеј-офа против Јуте Џез, Јокић, 27 секунди пре краја утакмице, хорогом постиже одлучујуће поене за пласман Нагетса у другу рунду плеј-офа. Утакмицу је завршио са 30 поена, 14 скокова и 4 асистенције. У утакмици број 6, друге рунде плеј-офа, Јокић постиже 34 поена уз 14 скокова и 7 асистенција чиме води Нагетсе до победе после заостатка од 19 поена у другом полувремену. У одлучујућој, седмој утакмици, против фаворизованих Лос Анђелес Клиперса, Јокић бележи триплдабл, 16 поена, 22 скока и 13 асистенција, чиме Нагетси постају прва екипа која је у току једног плеј-офа успела више пута да преокрене заостатак од 3:1 у серији. Нагетси губе финале западне конференције у 5 утакмица од каснијих шампиона, Лос Анђелес Лејкерса. У јединој победи Нагетса у тој серији, Јокић постиже 22 поена уз 10 скокова и 5 асистенција.

#### Сезона 2020/21.
Јокић започиње сезону бележећи 4 трипл-дабла у првих 6 утакмица. У победи против Хјустон рокетса 124-111, бележи рекорд каријере -18 асистенција, чиме постаје први центар са овом бројком још од Вилта Чемберлена 1968. Остваривши још један трипл-дабл у поразу од Сакрамента, Јокић обара рекорд франшизе Денвера по броју остварених трипл-даблова, а истовремено и постаје девети играч по броју трипл-даблова у историји НБА лиге. У утакмици одиграној 31. јануара 2021, Денвер прекида серију Јуте од 11 утакмица без пораза, предвођени Јокићем који изједначава рекорд каријере по броју поена, постигавши их 47. За своју фантастичну игру, Јокић је два пута узастопно изабран за најбољег играча недеље у Западној конференцији, а касније и играча месеца јануара чиме постаје први играч Денвера још од Кармело Ентонија којем то полази за руком. У још једном поразу од Сакрамента, Јокић бележи нови рекорд каријере по броју поена — 50, уз 8 скокова, 12 асистенција и 3 блокаде. Постаје једини играч у историји Денвера са 50 поена и 10 асистенција и први центар са овим учинком још од Карим Абдул-Џабара 1975. Јокић започиње сезону остваривши дабл-дабл на 20 узастопних утакмица, чиме остварује другу најдужу серију након Била Волтона који их је имао 34. Изабран је за треће узастопно учешће на Ол стар утакмици, први пут као стартер. За свој 26. рођендан, Јокић у победи против Кливленда, остварује нови трипл дабл — 16 поена, 12 скокова и 10 асистенција, чиме постаје осми играч у историји који успева да забележи рођендански трипл-дабл. У победи против Чикаго булса, Јокић постиже 39 поена, 17 у четвртој четвртини, уз 14 скокова и 9 асистенција. Наредне ноћи, у убедљивој победи против Милвоки бакса резултатом 128-97, Јокић бележи педесети трипл-дабл своје каријере, 37 поена, 10 скокова, 11 асистенција чиме постаје девети играч у историји НБА са 50 остварених трипл-даблова.
Денвер је завршио на трећем месту Запада, а Јокић је одиграо сваку утакмицу у сезони. НБА лига је уврстила Јокића у најужи избор за најкориснијег играча сезоне. У јуну је проглашен за МВП НБА лиге регуларног дела сезоне. Први је Србин који је проглашен за најкориснијег играча НБА лиге и трећи Европљанин који је добио ту награду после Новицког и Адетокумба.

#### Сезона 2021/22.
Први меч у НБА предсезони је одиграо 6. октобра 2021. против Голден Стејт вориорса, постигао је дабл−дабл, 17 поена и 10 скокова. На мечу са Чикаго булсима 6. децембра 2021, постигао је трипл дабл од 17 поена, 15 асистенција и 12 скокова. Био му је то 60. такав учинак у каријери у регуларној сезони, чиме је претекао Лерија Бирда и сада је на осмом месту. Већ 15. децембра је забележио нови трипл дабл против Минесоте и тако престигао у том тренутку Џејмса Хардена на седмом месту.
Проглашен је за најбољег играча Западне конференције НБА лиге у јануару месецу, по трећи пут у каријери је успео да освоји ту награду. У фебруару месецу је учествовао по четврти пут на НБА Ол-стар утакмици и то као стартер у екипи Тим Леброн.
Јокић је постао први играч од оснивања НБА лиге са 2000 поена, 1000 скокова и 500 асистенција у једној сезони. У победи против Мемфис гризлиса 9. априла 2022. године, српски кошаркаш учествовао је са 35 поена, 16 скокова, шест асистенција и четири освојене лопте.
У априлу 2022. изабран је по четврти пут за најбољег играча Западне конференције, што је рекорд у историји франшизе Денвер нагетса. Успео је са екипом Денвера да уђе у плеј−оф са шесте позиције. Следећи противник у првој рунди је тим Голден Стејт вориорса. Денвер је поражен са 4:1 у серији од Голден Стејта.
Јокић је по други пут освојио награду за најкориснијег играча (МВП) у регуларној сезони и тако је постао тринаести играч који је успео да узастопно буде добитник те награде. По трећи пут у каријери је изабран у најбољу петорку НБА лиге.

#### Сезона 2022/23.
Пре званичног почетка сезоне, потписао је са Денвер нагетсима супермакс уговор вредан 264 милиона долара за пет година.

##### Плеј-оф учинак
У првој утакмици против Минесота Тимбервулвса одиграној 16. априла 2023. је имао 13 поена уз 14 ухваћених и 6 асистенција. Након што су се у другој утакмици Тимбервулвси у другом полувремену вратили са -21 и повели са 3 поена разлике, Нагетси су успели да поново преокрену и добију утакмицу 122:113. Ентони Едвардс је за Вулвсе постигао 41 поен, док је за Денвер Џамал Мари дао 40 поена, а Јокић је имао 27 поена уз 9 ухваћених и 9 асистенција. Његовим трипл-даблом у 3. утакмици одиграној 21. априла је Денвер повео 3:0 резултатом 120:111. Јокић је имао 20 поена, 11 ухваћених и 12 асистенција. Два дана касније је у 4. утакмици изједначио свој плеј-оф рекорд са 43 поена, а имао је и 11 поена и 6 асистенција, али су Нагетси у продужецима изгубили 114:108. Денвер је прошао даље победом у 5. утакмици, и у полуфиналу конференције играју против Финикс Санса.
У првој утакмици полуфинала Западне конференције је у победи над Финикс сансима имао дабл-дабл са 24 поена и 19 ухваћених. Био је најбољи стрелац Нагетса са 39 поена, 16 скока и 5 асистенција у победи 97:87 над Сансима у другој утакмици.

#### Сезона 2023/24.
Јокић је постигао невероватну тројку против Голден Стејт вориорса 4. јануара 2024. године, за победу у звук сирене. У фебруару месецу је на утакмици против Вашингтон визардса постигао трипл дабл и на тај начин је успео да против сваког НБА тима постигне бар један трипл трабл. Трећи је играч у историји коме је то пошло за руком, поред Расела Вестбрука и Леброна Џејмса. У априлу месецу је надмашио Вилта Чемберлена и постао други најбољи центар асистент у историји НБА. Проглашен је за најкориснијег играча МВП лиге, трећи пут у његовој каријери.

#### Сезона 2024/25.
Денвер нагетси су победили Финикс сансе 8. марта 2025. после продужетка резултатом 149:141 и стигли до 41. победе у сезони. Јокић је утакмицу завршио са 31 поеном, 21 скоком и 22 асистенције, што до сада није забележено откако постоји НБА лига.

## Репрезентација
Са репрезентацијом Србије до 19 година освојио је сребрну медаљу на Светском првенству 2013. у Чешкој.
За сениорску репрезентацију Србије је дебитовао у јулу 2016. на квалификационом турниру за Олимпијске игре који је игран у Београдској арени. Србија је освојила турнир и пласирала се на игре у Рију. Јокић је кренуо са 12 поена и осам скокова против Порторика, потом убацио 17 против Анголе (шест скокова), па 19 против Чешке (осам скокова), а најбоље је оставио за крај. За 22 минута на паркету у великом финалу против Порторика Јокић је постигао 23 поена, сакупио осам скокова и поделио шест асистенција и освојио титулу за најкориснијег играча (МВП) турнира. На четири утакмице је бележио просечно 17, 8 поена и 7,5 скокова по мечу.
На Олимпијским играма у Рију 2016. освојио је сребрну медаљу, Србија је поражена у борби за злато од САД. Јокић је против Американаца у групној фази одиграо један од најбољих мечева за репрезентацију, био је најефикаснији у српском тиму са 25 постигнутих поена. На 8 одиграних утакмица је бележио просечно 9,1 поен, 6 скокова и 2,4 асистенције по мечу.
Јокић је добио позив да игра на Европском првенству 2017. године али га је одбио како би се индивидуално припремио за нову НБА сезону.
Јокић је објавио 24. маја 2019. да ће играти на Светском првенству у Кини које се одржавало од 31. августа до 15. септембра 2019. године. Са Србијом је заузео пето место на првенству.
Играо је на Европском првенству 2022. године, где је Србија изгубила од Италије у осмини финала. Јокић је играо у квалификацијама за Светско првенство 2023. године, кад је био у могућности, те тако допринео да се Србија пласира на то такмичење.
За репрезентацију Србије наступио на Олимпијским играма 2024. у Паризу. Српски тим је освојио бронзану медаљу, а Јокић био најбољи појединац. У четвртфиналу је побеђена Аустралија после минуса од 24 разлике, да би у полуфиналу Србија пружила јак отпор репрезентацији САД када је поражена са 91:95. У мечу за треће место Србија је победила Немачку са десет разлике, а Јокић је постигао трипл дабл, поставши тек четврти играч који је то извео на Олимпијском турниру. Јокић је био најбољи стрелац олимпијског турнира, најбољи скакач, асистент и играч са највише украдених лопти.

## Стил игре
Јокић игра на центарској позицији, а често се у кошаркашкој терминологији за центра каже да је класична „петица“. Може играти и на позицији крилног центра због своје велике снаге и покретљивости.
Одликује га несебична игра која је посвећена екипи и често има највише асистенција на утакмицама. Јокић је први Европљанин у НБА лиги по броју постигнутих трипл даблова, што му је временом постало заштитни знак. Такође, оцењује се као свестран (ол раунд) играч, који веома често уме да преузме улогу плејмејкера и преноси лопту на противничку половину терена. У САД-у поједини навијачи пореде његов преглед терена и понека дуга и прецизна додавања са позицијом квотербека у америчком фудбалу. Једном приликом су и Денвер Бронкоси, када су стицајем околности пред једну утакмицу остали без расположивих квотербекова, у шали преко Твитера питали Денвер нагетсе да ли је Јокић можда слободан да попуни то место. Чак се и међу навијачима Бронкоса у шали говори да је Јокић најбољи квотербек у Денверу.
Признање за своју игру је добио од стране НБА, која га је у сезони 2018/19. изабрала у прву петорку као најбољег центра лиге. Његов заштитни знак је потез по имену „Сомбор шафл” (Sombor shuffle), у ситуацији где је уз противника Никола се одваја једним кораком и са једне ноге шутира преко руку противника.

## Приватни живот
Мајка Николина је медицинска сестра, а отац Бранислав је инжењер пољопривреде. Има два старија брата, Немању и Страхињу, обојица су имали велики утицај на његов развој као играча и особе. Оженио се Наталијом Маћешић у октобру 2020. године. У јуну 2021. године објављено је да очекују рођење првог детета. Крајем септембра исте године родила се девојчица којој су дали име Огњена. У новембру 2024. године добили су друго дете, сина Игњата.
Некадашњи саиграч из Денвера Мајк Милер му је дао надимак „Џокер”. Њих двојица такође имају исти рођендан, 19. фебруар.
Има ергелу коња који учествују на такмичењима и велики је љубитељ коњичког спорта.
У слободно време воли да гледа америчку серију Пријатељи.

### Политички ставови
Јокић је потписао подршку председничкој кандидатури Александра Вучића пред априлске изборе 2022. године. Такође је био један од потписника подршке листи Александар Вучић — Србија не сме да стане пред парламентарне изборе у Србији 2023.

## У популарној култури
- Појавио се 20. јуна 2017. у 925. епизоди Државног посла, где је глумио самог себе.[132]
- Са Бобаном Марјановићем је снимио и неколико реклама за спортску кладионицу Сокер.[133]
- Почетком 2019. године на сајту јутјуб је објављена Песма о Николи Јокићу у извођењу „КУД Орфанела”.[134] Јокићев лик се појавио у цртаном филму, пародији на тему НБА лиге и серије Игре престола, а коју прави сајт Bleacher Report.[135]
- Јуна 2021. је Гуарана договорила сарадњу са њим,[136] па се производи и Joker Гуарана на којој се налази његово име и потпис.[137]
- Крајем децембра 2022. договорио је сарадњу у дужини од осамнаест месеци са банком ProCredit.[138] У оквиру сарадње је снимио пар реклама за њих.
- Пред меч четвртфинала плеј-офа НБА лиге 2024. појавио се трејлер у коме Јокић промовише цртани филм франшизу Грозан ја.[139]

## Статистика

### НБА статистика

#### Регуларни део сезоне
|  | Означава сезону када је Јокић освојио НБА титулу |
|  | Најбоље у лиги                                   |

| Сезона   | Екипа          | ОУ  | СУ  | МПУ  | ПШ%  | 3П%  | СБ%  | СПУ  | АПУ | УПУ | БПУ | ППУ  |
| -------- | -------------- | --- | --- | ---- | ---- | ---- | ---- | ---- | --- | --- | --- | ---- |
| 2015/16. | Денвер нагетси | 80  | 55  | 21,7 | 51,2 | 33,3 | 81,1 | 7,0  | 2,4 | 1,0 | 0,6 | 10,0 |
| 2016/17. | Денвер нагетси | 73  | 59  | 27,9 | 57,7 | 32,4 | 82,5 | 9,8  | 4,9 | 0,8 | 0,8 | 16,7 |
| 2017/18. | Денвер нагетси | 75  | 73  | 32,6 | 50,0 | 39,6 | 85,0 | 10,7 | 6,1 | 1,2 | 0,8 | 18,5 |
| 2018/19. | Денвер нагетси | 80  | 80  | 31,3 | 51,1 | 30,7 | 82,1 | 10,8 | 7,3 | 1,4 | 0,7 | 20,1 |
| 2019/20. | Денвер нагетси | 73  | 73  | 32,0 | 52,8 | 31,4 | 81,7 | 9,7  | 7,0 | 1,2 | 0,6 | 19,9 |
| 2020/21. | Денвер нагетси | 72  | 72  | 34,6 | 56,6 | 38,8 | 86,8 | 10,8 | 8,3 | 1,3 | 0,7 | 26,4 |
| 2021/22. | Денвер нагетси | 74  | 74  | 33,5 | 58,3 | 33,7 | 81,0 | 13,8 | 7,9 | 1,5 | 0,9 | 27,1 |
| 2022/23. | Денвер нагетси | 69  | 69  | 33,7 | 63,2 | 38,3 | 82,2 | 11,8 | 9,8 | 1,3 | 0,7 | 24,5 |
| 2023/24. | Денвер нагетси | 79  | 79  | 34,6 | 58,3 | 35,9 | 81,7 | 12,4 | 9,0 | 1,4 | 0,9 | 26,4 |
| Каријера | Каријера       | 675 | 634 | 31,2 | 55,7 | 35,0 | 82,7 | 10,7 | 6,9 | 1,2 | 0,7 | 20,9 |
| Ол-стар  | Ол-стар        | 6   | 4   | 18,2 | 69,0 | 50,0 | —    | 6,0  | 4,8 | 1,0 | 0,2 | 7,3  |

#### Плеј-оф
| Сезона   | Екипа          | ОУ | СУ | МПУ  | ПШ%  | 3П%  | СБ%  | СПУ  | АПУ | УПУ | БПУ | ППУ  |
| -------- | -------------- | -- | -- | ---- | ---- | ---- | ---- | ---- | --- | --- | --- | ---- |
| 2019.    | Денвер нагетси | 14 | 14 | 39,8 | 50,6 | 39,3 | 84,6 | 13,0 | 8,4 | 1,1 | 0,9 | 25,1 |
| 2020.    | Денвер нагетси | 19 | 19 | 36,5 | 51,9 | 42,9 | 83,5 | 9,8  | 5,7 | 1,1 | 0,8 | 24,4 |
| 2021.    | Денвер нагетси | 10 | 10 | 34,5 | 50,9 | 37,7 | 83,6 | 11,6 | 5,0 | 0,6 | 0,9 | 29,8 |
| 2022.    | Денвер нагетси | 5  | 5  | 34,2 | 57,5 | 27,8 | 84,8 | 13,2 | 5,8 | 1,6 | 1,0 | 31,0 |
| 2023.    | Денвер нагетси | 20 | 20 | 39,4 | 54,8 | 46,1 | 79,9 | 13,5 | 9,5 | 1,1 | 1,0 | 30,0 |
| 2024     | Денвер нагетси | 12 | 12 | 40,2 | 54,5 | 26,4 | 90,1 | 13,4 | 8,7 | 1,4 | 7,0 | 28,7 |
| Каријера | Каријера       | 80 | 80 | 38,0 | 53,1 | 39,0 | 83,7 | 12,3 | 7,5 | 1,1 | 9,0 | 27,7 |

### Суперлига Србије и Јадранска лига
| Година   | Тим       | Лига             | ОУ | МПУ  | ПШ%  | 3П%  | СБ%  | СПУ  | AПУ | УПУ | БПУ | ППУ  |
| -------- | --------- | ---------------- | -- | ---- | ---- | ---- | ---- | ---- | --- | --- | --- | ---- |
| 2012/13. | Мега Лекс | Суперлига Србије | 5  | 10,2 | 37,5 | 50,0 | 66,7 | 2,0  | 0,8 | 0,2 | 0,0 | 1,8  |
| 2013/14. | Мега Лекс | Суперлига Србије | 13 | 24,2 | 56,0 | 46,5 | 62,5 | 6,0  | 3,3 | 1,0 | 0,5 | 10,9 |
| 2013/14. | Мега Лекс | Јадранска лига   | 26 | 25,0 | 51,9 | 22,1 | 66,7 | 6,4  | 2,0 | 0,8 | 1,0 | 11,5 |
| 2014/15. | Мега Лекс | Суперлига Србије | 14 | 27,8 | 56,6 | 27,5 | 70,8 | 10,4 | 2,7 | 1,1 | 1,1 | 18,4 |
| 2014/15. | Мега Лекс | Јадранска лига   | 24 | 30,5 | 50,3 | 34,6 | 66,7 | 9,3  | 3,5 | 1,5 | 0,9 | 15,4 |

| Тип статистике         | Регуларна сезона | Регуларна сезона     | Регуларна сезона | Плеј-оф | Плеј-оф                 | Плеј-оф      |
| Тип статистике         | Рекорд           | Противник            | Датум            | Рекорд  | Противник               | Датум        |
| ---------------------- | ---------------- | -------------------- | ---------------- | ------- | ----------------------- | ------------ |
| Поени                  | 50               | Сакраменто кингси    | 6. 2. 2021.      | 43      | Сан Антонио спарси      | 25. 4. 2019. |
| Скокови                | 22               | Финикс санси         | 23. 1. 2021.     | 22      | Лос Анђелес клиперси    | 15. 9. 2020. |
| Асистенције            | 18               | Хјустон рокетси      | 28. 12. 2020.    | 14      | Портланд трејлблејзерси | 3. 5. 2019.  |
| Украдене лопте         | 7                | Бруклин нетси        | 12. 1. 2021.     | 4       | Лос Анђелес лејкерси    | 20. 9. 2020. |
| Блокаде                | 5                | Оклахома Сити тандер | 12. 4. 2017.     | 4       | Портланд трејлблејзерси | 1. 6. 2021.  |
| Офанзивни скокови      | 9                | Далас маверикси      | 16. 1. 2018.     | 6       | Портланд трејлблејзерси | 27. 5. 2021. |
| Дефанзивни скокови     | 18               | Вашингтон визардси   | 26. 11. 2019.    | 19      | Лос Анђелес клиперси    | 15. 9. 2020. |
| Погодци из игре        | 20               | Мемфис гризлиси      | 19. 4. 2021.     | 19      | Сан Антонио спарси      | 25. 4. 2019. |
| Број шутева из игре    | 33               | Сакраменто кингси    | 6. 2. 2021.      | 31      | Портланд трејлблејзерси | 1. 6. 2021.  |
| Постигнутих тројки     | 6                | Њујорк никси         | 30. 10. 2017.    | 7       | Јута џез                | 25. 8. 2020. |
| Шутеви за три          | 11               | Сан Антонио спарси   | 29. 1. 2021.     | 11      | Јута џез                | 25. 8. 2020. |
| Датих слободних бацања | 16               | Шарлот хорнетси      | 11. 5. 2021.     | 12      | Портланд трејлблејзерси | 29. 4. 2019. |
| Број слободних бацања  | 17               | Шарлот хорнетси      | 11. 5. 2021.     | 12      | Лос Анђелес лејкерси    | 20. 9. 2020. |
| Изгубљене лопте        | 10               | Сакраменто кингси    | 29. 12. 2020.    | 8       | Портланд трејлблејзерси | 3. 5. 2019.  |
| Минути по утакмици     | 47               | Мајами хит           | 19. 3. 2018.     | 65      | Портланд трејлблејзерси | 3. 5. 2019.  |

- Дабл-даблови : 654 (укључујући 44 у плеј-офу)
- Трипл-даблови : 177 (укључујући 18 у плеј-офу)

*Ажурирано: 10. март 2025.

### Трипл-дабл учинци Николе Јокића
| Број | Датум         | Противник                   | Резултат   | Поени | Скокови | Асистенције | Укр. лопти | Блокаде | Напомене     |
| ---- | ------------- | --------------------------- | ---------- | ----- | ------- | ----------- | ---------- | ------- | ------------ |
| 1.   | 3. 2. 2017.   | Милвоки бакси               | П 121—117  | 20    | 13      | 11          | 1          | 0       | [ 18 ]       |
| 2.   | 13. 2. 2017.  | Голден Стејт вориорси       | П 132—110  | 17    | 21      | 12          | 2          | 0       | [ 145 ]      |
| 3.   | 28. 2. 2017.  | Чикаго булси                | П 125—107  | 19    | 16      | 10          | 0          | 1       | [ 24 ]       |
| 4.   | 1. 3. 2017.   | Милвоки бакси               | П 110—98   | 13    | 14      | 10          | 1          | 1       | [ 25 ]       |
| 5.   | 16. 3. 2017.  | Лос Анђелес клиперси        | П 129—114  | 17    | 14      | 11          | 0          | 0       | [ 26 ]       |
| 6.   | 31. 3. 2017.  | Шарлот хорнетси             | И 114—122  | 26    | 13      | 10          | 0          | 0       | [ 27 ]       |
| 7.   | 8. 1. 2018.   | Голден Стејт вориорси       | И 114—124  | 22    | 12      | 11          | 3          | 0       | [ 146 ]      |
| 8.   | 27. 1. 2018.  | Далас маверикси             | П 91—89    | 11    | 16      | 11          | 0          | 2       | [ 147 ]      |
| 9.   | 1. 2. 2018.   | Оклахома Сити тандер        | П 127—124  | 29    | 14      | 13          | 2          | 0       | [ 148 ]      |
| 10.  | 13. 2. 2018.  | Сан Антонио спарси          | П 117—109  | 23    | 13      | 11          | 0          | 1       | [ 149 ]      |
| 11.  | 15. 2. 2018.  | Милвоки бакси               | П 134—123  | 30    | 15      | 17          | 1          | 2       | [ 33 ] [ а ] |
| 12.  | 23. 2. 2018.  | Сан Антонио спарси          | П 122—119  | 28    | 11      | 11          | 0          | 0       | [ 150 ]      |
| 13.  | 12. 3. 2018.  | Сакраменто кингси           | П 130—104  | 20    | 10      | 11          | 2          | 1       | [ 151 ]      |
| 14.  | 15. 3. 2018.  | Детроит пистонси            | П 120—113  | 23    | 12      | 10          | 3          | 3       | [ 152 ]      |
| 15.  | 7. 4. 2018.   | Лос Анђелес клиперси        | П 134—115  | 23    | 11      | 11          | 2          | 1       | [ 153 ]      |
| 16.  | 9. 4. 2018.   | Портланд трејлблејзерси     | П 88—82    | 15    | 20      | 11          | 2          | 1       | [ 154 ]      |
| 17.  | 20. 10. 2018. | Финикс санси                | П 119—91   | 35    | 12      | 11          | 4          | 1       | [ 155 ]      |
| 18.  | 3. 12. 2018.  | Торонто репторси            | П 106—103  | 23    | 11      | 15          | 2          | 0       | [ 156 ]      |
| 19.  | 1. 1. 2019.   | Њујорк никси                | П 115—108  | 19    | 14      | 15          | 1          | 3       | [ 157 ]      |
| 20.  | 8. 1. 2019.   | Мајами хит                  | П 103—99   | 29    | 11      | 10          | 1          | 0       | [ 158 ]      |
| 21.  | 10. 1. 2019.  | Лос Анђелес клиперси        | П 121—100  | 18    | 14      | 10          | 0          | 2       | [ 159 ]      |
| 22.  | 19. 1. 2019.  | Кливленд кавалирси          | П 124—102  | 19    | 11      | 12          | 1          | 0       | [ 160 ]      |
| 23.  | 26. 1. 2019.  | Филаделфија севентисиксерси | П 126—110  | 32    | 18      | 10          | 1          | 0       | [ 161 ]      |
| 24.  | 30. 1. 2019.  | Њу Орлеанс пеликанси        | П 105—99   | 20    | 13      | 10          | 3          | 2       | [ 162 ]      |
| 25.  | 2. 2. 2019.   | Минесота тимбервулвси       | П 107—106  | 13    | 16      | 10          | 0          | 0       | [ 163 ]      |
| 26.  | 6. 2. 2019.   | Бруклин нетси               | И 130—135  | 25    | 14      | 10          | 1          | 1       | [ 164 ]      |
| 27.  | 8. 2. 2019.   | Филаделфија севентисиксерси | И 110—117  | 27    | 10      | 10          | 3          | 0       | [ 165 ]      |
| 28.  | 13. 2. 2019.  | Сакраменто кингси           | П 120—118  | 20    | 18      | 11          | 1          | 0       | [ 166 ]      |
| 29.  | 13. 4. 2019.  | Сан Антонио спарси          | И 96—101   | 10    | 14      | 14          | 1          | 0       | ПО           |
| 30.  | 27. 4. 2019.  | Сан Антонио спарси          | П 90—86    | 21    | 15      | 10          | 1          | 0       | ПО           |
| 31.  | 3. 5. 2019.   | Портланд трејлблејзерси     | И 137—140  | 33    | 18      | 14          | 1          | 0       | ПО           |
| 32.  | 5. 5. 2019.   | Портланд трејлблејзерси     | П 116—112  | 21    | 12      | 11          | 2          | 0       | ПО           |
| 33.  | 25. 10. 2019. | Финикс санси                | П 108—107  | 23    | 14      | 12          | 1          | 2       |              |
| 34.  | 29. 10. 2019. | Далас маверикси             | И 106—109  | 10    | 10      | 10          | 3          | 0       |              |
| 35.  | 22. 11. 2019. | Бостон селтикси             | П 96—92    | 18    | 16      | 10          | 3          | 1       |              |
| 36.  | 14. 12. 2019. | Оклахома Сити тандер        | П 110—102  | 28    | 14      | 12          | 1          | 0       |              |
| 37.  | 20. 12. 2019. | Минесота тимбервулвси       | П 109—100  | 22    | 10      | 10          | 0          | 2       |              |
| 38.  | 23. 12. 2019. | Финикс санси                | П 113—111  | 22    | 12      | 10          | 1          | 0       | [ 171 ]      |
| 39.  | 28. 12. 2019. | Мемфис гризлиси             | П 119—110  | 31    | 10      | 10          | 1          | 0       | [ 172 ]      |
| 40.  | 22. 1. 2020.  | Хјустон рокетси             | И 105—121  | 19    | 12      | 10          | 1          | 1       | [ 173 ]      |
| 41.  | 26. 1. 2020.  | Хјустон рокетси             | П 117—110  | 24    | 12      | 12          | 2          | 0       | [ 174 ]      |
| 42.  | 2. 2. 2020.   | Детроит пистонси            | И 123—128  | 39    | 10      | 11          | 3          | 2       | [ 175 ]      |
| 43.  | 5. 2. 2020.   | Јута џез                    | П 98—85    | 30    | 21      | 10          | 2          | 0       | [ 176 ]      |
| 44.  | 1. 3. 2020.   | Торонто репторси            | П 133—118  | 23    | 18      | 11          | 1          | 0       |              |
| 45.  | 3. 8. 2020.   | Оклахома Сити тандер        | П 121—113  | 30    | 12      | 10          | 2          | 0       |              |
| 46.  | 15. 9. 2020.  | Лос Анђелес клиперси        | П 104—89   | 16    | 22      | 13          | 2          | 3       | ПО           |
| 47.  | 23. 12. 2020. | Сакраменто кингси           | И 122—124  | 29    | 15      | 14          | 0          | 3       |              |
| 48.  | 28. 12. 2020. | Хјустон рокетси             | П 124—111  | 19    | 12      | 18          | 3          | 1       |              |
| 49.  | 29. 12. 2020. | Сакраменто кингси           | И 115—125  | 26    | 11      | 12          | 2          | 0       |              |
| 50.  | 3. 1. 2021.   | Минесота тимбервулвси       | П 124—109  | 19    | 12      | 12          | 0          | 0       |              |
| 51.  | 14. 1. 2021.  | Голден Стејт вориорси       | П 114—104  | 23    | 14      | 10          | 3          | 0       |              |
| 52.  | 14. 2. 2021.  | Лос Анђелес лејкерси        | П 122—105  | 23    | 16      | 10          | 0          | 1       |              |
| 53.  | 19. 2. 2021.  | Кливленд кавалирси          | П 120—103  | 16    | 12      | 10          | 4          | 1       |              |
| 54.  | 27. 2. 2021.  | Оклахома Сити тандер        | П 126—96   | 19    | 11      | 13          | 2          | 0       | [ 177 ]      |
| 55.  | 2. 3. 2021.   | Милвоки бакси               | П 128—97   | 37    | 10      | 11          | 2          | 0       | [ 178 ]      |
| 56.  | 17. 3. 2021.  | Шарлот хорнетси             | П 129—104  | 12    | 10      | 10          | 0          | 0       |              |
| 57.  | 21. 3. 2021.  | Њу Орлеанс пеликанси        | И 108—113  | 29    | 10      | 10          | 1          | 1       |              |
| 58.  | 23. 3. 2021.  | Орландо меџик               | П 110—99   | 28    | 15      | 10          | 2          | 1       |              |
| 59.  | 9. 4. 2021.   | Сан Антонио спарси          | П 121—119  | 26    | 13      | 14          | 1          | 0       |              |
| 60.  | 11. 4. 2021.  | Бостон селтикси             | И 87—105   | 17    | 10      | 11          | 1          | 1       |              |
| 61.  | 14. 4. 2021.  | Мајами хит                  | П 123—106  | 17    | 10      | 11          | 1          | 2       |              |
| 62.  | 14. 5. 2021.  | Детроит пистонси            | П 104—91   | 20    | 15      | 11          | 0          | 0       |              |
| 63.  | 11. 6. 2021.  | Финикс санси                | И 102—116  | 32    | 20      | 10          | 0          | 1       | ПО           |
| 64.  | 8. 11. 2021.  | Мајами хит                  | П 113—96   | 25    | 15      | 10          | 2          | 2       | [ 181 ]      |
| 65.  | 12. 11. 2021. | Атланта хокси               | П 105—96   | 22    | 19      | 10          | 1          | 0       |              |
| 66.  | 6. 12. 2021.  | Чикаго булси                | И 109—97   | 17    | 12      | 15          | 2          | 0       | [ 182 ]      |
| 67.  | 8. 12. 2021.  | Њу Орлеанс пеликанси        | П 120—114  | 39    | 11      | 11          | 1          | 0       | [ 183 ]      |
| 68.  | 9. 12. 2021.  | Сан Антонио спарси          | И 123—111  | 22    | 13      | 10          | 2          | 1       | [ 184 ]      |
| 69.  | 15. 12. 2021. | Минесота тимбервулвси       | И 124—107  | 27    | 11      | 10          | 1          | 0       | [ 185 ]      |
| 70.  | 5. 1. 2022.   | Јута џез                    | И 115—109  | 26    | 21      | 11          | 0          | 2       | [ 186 ]      |
| 71.  | 15. 1. 2022.  | Лос Анђелес лејкерси        | П 133—96   | 17    | 12      | 13          | 1          | 0       | [ 187 ]      |
| 72.  | 16. 1. 2022.  | Јута џез                    | И 125—102  | 25    | 15      | 14          | 2          | 0       | [ 188 ]      |
| 73.  | 19. 1. 2022.  | Лос Анђелес клиперси        | П 130—128  | 49    | 14      | 10          | 3          | 1       | [ 189 ]      |
| 74.  | 21. 1. 2022.  | Мемфис гризлиси             | И 122—118  | 26    | 11      | 12          | 2          | 1       | [ 190 ]      |
| 75.  | 28. 1. 2022.  | Њу Орлеанс пеликанси        | П 116—105  | 29    | 13      | 10          | 2          | 0       | [ 191 ]      |
| 76.  | 30. 1. 2022.  | Милвоки бакси               | П 136—100  | 18    | 10      | 15          | 3          | 1       | [ 192 ]      |
| 77.  | 6. 2. 2022.   | Бруклин нетси               | П 124—104  | 27    | 12      | 10          | 2          | 1       | [ 193 ]      |
| 78.  | 11. 2. 2022.  | Бостон селтикси             | И 108—102  | 23    | 16      | 11          | 0          | 2       | [ 194 ]      |
| 79.  | 26. 2. 2022.  | Сакраменто кингси           | П 115—110  | 18    | 10      | 11          | 0          | 0       | [ 195 ]      |
| 80.  | 6. 3. 2022.   | Њу Орлеанс пеликанси        | П 138—130  | 46    | 12      | 11          | 3          | 4       | [ 196 ]      |
| 81.  | 7. 3. 2022.   | Голден Стејт вориорси       | П 131—124  | 32    | 15      | 13          | 0          | 1       | [ 197 ]      |
| 82.  | 28. 3. 2022.  | Шарлот хорнетси             | П 113—109  | 26    | 19      | 11          | 2          | 0       | [ 198 ]      |
| 83.  | 21. 10. 2022. | Голден Стејт вориорси       | П 128—1123 | 26    | 12      | 11          | 0          | 0       | [ 199 ]      |
| 84.  | 22. 10. 2022. | Оклахома Сити тандер        | П 122—117  | 19    | 16      | 13          | 1          | 1       | [ 200 ]      |
| 85.  | 3. 11. 2022.  | Оклахома Сити тандер        | П 122—110  | 15    | 13      | 14          | 1          | 0       |              |
| 86.  | 10. 12. 2022. | Јута џез                    | П 115—110  | 31    | 12      | 14          | 1          | 4       |              |
| 87.  | 18. 12. 2022. | Шарлот хорнетси             | П 119—115  | 40    | 27      | 10          | 2          | 0       |              |
| 88.  | 20. 12. 2022. | Мемфис гризлиси             | П 105—91   | 13    | 13      | 13          | 2          | 0       |              |
| 89.  | 25. 12. 2022. | Финикс санси                | П 128—125  | 41    | 15      | 15          | 0          | 1       |              |
| 90.  | 30. 12. 2022. | Мајами хит                  | П 124—119  | 19    | 12      | 12          | 1          | 1       |              |
| 91.  | 1. 1. 2023.   | Бостон селтикси             | П 123—111  | 30    | 12      | 12          | 1          | 0       |              |
| 92.  | 6. 1. 2023.   | Кливленд кавалирси          | П 121—108  | 28    | 15      | 10          | 2          | 0       |              |
| 93.  | 9. 1. 2023.   | Лос Анђелес лејкерси        | П 122—109  | 14    | 11      | 16          | 0          | 1       |              |
| 94.  | 15. 1. 2023.  | Орландо меџик               | П 119—116  | 17    | 10      | 14          | 2          | 1       |              |
| 95.  | 17. 1. 2023.  | Портланд трејлблејзерси     | П 88—82    | 36    | 12      | 10          | 1          | 1       |              |
| 96.  | 18. 1. 2023.  | Минесота тимбервулвси       | П 122—118  | 31    | 11      | 13          | 1          | 0       |              |
| 97.  | 24. 1. 2023.  | Њу Орлеанс пеликанси        | П 99—98    | 25    | 11      | 10          | 1          | 1       |              |
| 98.  | 31. 1. 2023.  | Њу Орлеанс пеликанси        | П 122—113  | 26    | 18      | 15          | 1          | 1       |              |
| 99.  | 2. 2. 2023.   | Голден Стејт вориорси       | П 134—117  | 22    | 14      | 16          | 1          | 1       |              |
| 100. | 4. 2. 2023.   | Атланта хокси               | П 128—108  | 14    | 18      | 10          | 1          | 2       |              |
| 101. | 7. 2. 2023.   | Минесота тимбервулвси       | П 146—112  | 20    | 12      | 16          | 1          | 1       |              |
| 102. | 11. 2. 2023.  | Шарлот хорнетси             | П 119—105  | 30    | 16      | 10          | 0          | 2       |              |
| 103. | 15. 2. 2023.  | Далас маверикси             | П 118—109  | 14    | 13      | 10          | 1          | 1       |              |
| 104. | 23. 2. 2023.  | Кливленд кавалирси          | П 115—109  | 24    | 18      | 13          | 2          | 0       |              |
| 105. | 26. 2. 2023.  | Лос Анђелес клиперси        | П 134—124  | 40    | 17      | 10          | 3          | 0       |              |
| 106. | 28. 2. 2023.  | Хјустон рокетси             | П 133—112  | 14    | 11      | 10          | 0          | 0       |              |
| 107. | 3. 3. 2023.   | Мемфис гризлиси             | П 113—97   | 18    | 18      | 10          | 0          | 1       |              |
| 108. | 10. 3. 2023.  | Сан Антонио спарси          | И 120—128  | 37    | 11      | 11          | 3          | 0       |              |
| 109. | 12. 3. 2023.  | Бруклин нетси               | И 120—122  | 35    | 20      | 11          | 2          | 2       |              |
| 110. | 19. 3. 2023.  | Бруклин нетси               | П 108—102  | 22    | 17      | 10          | 2          | 0       |              |
| 111. | 27. 3. 2023.  | Филаделфија севентисиксерси | П 116—111  | 25    | 17      | 12          | 0          | 2       |              |
| 112. | 21. 4. 2023.  | Минесота тимбервулвси       | П 120—111  | 20    | 11      | 12          | 1          | 0       | ПО           |
| 113. | 25. 4. 2023.  | Минесота тимбервулвси       | П 112—109  | 28    | 17      | 12          | 2          | 2       | ПО           |
| 114. | 5. 5. 2023.   | Финикс санси                | И 114—121  | 30    | 17      | 17          | 0          | 1       | ПО           |
| 115. | 9. 5. 2023.   | Финикс санси                | П 118—102  | 29    | 13      | 12          | 1          | 2       | ПО           |
| 116. | 1. 5. 2023.   | Финикс санси                | П 125—100  | 32    | 10      | 12          | 3          | 1       | ПО           |
| 117. | 16. 5. 2023.  | Лос Анђелес лејкерси        | П 132—126  | 34    | 21      | 14          | 0          | 2       | ПО           |
| 118. | 18. 5. 2023.  | Лос Анђелес лејкерси        | П 108—103  | 23    | 17      | 12          | 3          | 0       | ПО           |
| 119. | 22. 5. 2023.  | Лос Анђелес лејкерси        | П 113—111  | 30    | 14      | 13          | 1          | 3       | ПО           |
| 120. | 1. 6. 2023.   | Мајами хит                  | П 104—93   | 27    | 10      | 14          | 1          | 1       | ПО           |
| 121. | 7. 6. 2023.   | Мајами хит                  | П 109—94   | 32    | 21      | 10          | 0          | 2       | ПО           |
| 122. | 24. 10. 2023. | Лос Анђелес лејкерси        | П 119—107  | 29    | 13      | 11          | 1          | 1       | [ 202 ]      |
| 123. | 30. 10. 2023. | Јута џез                    | П 110—102  | 27    | 10      | 11          | 0          | 2       | [ 203 ]      |
| 124. | 7. 11. 2023.  | Њу Орлеанс пеликанси        | П 134—116  | 35    | 14      | 12          | 1          | 1       | [ 204 ]      |
| 125. | 12. 11. 2023. | Хјустон рокетси             | И 104—107  | 36    | 21      | 11          | 0          | 1       |              |
| 126. | 17. 11. 2023. | Њу Орлеанс пеликанси        | И 110—115  | 26    | 16      | 12          | 1          | 1       |              |
| 127. | 22. 11. 2023. | Орландо меџик               | И 119—124  | 30    | 13      | 12          | 3          | 2       |              |
| 128. | 29. 11. 2023. | Хјустон рокетси             | П 134—124  | 32    | 15      | 10          | 1          | 0       |              |
| 129. | 2. 12. 2023.  | Сакраменто кингси           | И 117—123  | 36    | 13      | 14          | 2          | 1       |              |
| 130. | 6. 12. 2023.  | Лос Анђелес клиперси        | И 102—111  | 22    | 15      | 10          | 1          | 0       |              |
| 131. | 14. 12. 2023. | Бруклин нетси               | П 124—101  | 26    | 15      | 10          | 1          | 0       |              |
| 132. | 28. 12. 2023. | Мемфис гризлиси             | П 142—105  | 26    | 14      | 10          | 0          | 2       |              |
| 133. | 12. 1. 2024.  | Њу Орлеанс пеликанси        | П 125—113  | 27    | 10      | 14          | 0          | 1       |              |
| 134. | 23. 1. 2024.  | Индијана пејсерси           | П 114—109  | 31    | 13      | 10          | 0          | 1       |              |
| 135. | 29. 1. 2024.  | Милвоки бакси               | П 113—107  | 25    | 16      | 12          | 3          | 2       |              |
| 136. | 2. 2. 2024.   | Портланд трејлблејзерси     | П 120—108  | 27    | 22      | 12          | 1          | 2       |              |
| 137. | 22. 2. 2024.  | Вашингтон визардси          | П 130—110  | 21    | 19      | 15          | 1          | 0       | [ 205 ]      |
| 138. | 23. 2. 2024.  | Портланд трејлблејзерси     | П 127—112  | 29    | 15      | 14          | 2          | 1       |              |
| 139. | 25. 2. 2024.  | Голден Стејт вориорси       | П 119—103  | 32    | 16      | 16          | 4          | 1       |              |
| 140. | 28. 2. 2024.  | Сакраменто кингси           | П 117—96   | 14    | 14      | 11          | 3          | 1       |              |
| 141. | 7. 3. 2023.   | Бостон селтикси             | П 115—109  | 32    | 12      | 11          | 2          | 0       |              |
| 142. | 11. 3. 2024.  | Торонто репторси            | П 125—119  | 35    | 17      | 12          | 6          | 2       |              |
| 143. | 21. 3. 2023.  | Њујорк никси                | П 113—100  | 30    | 14      | 11          | 1          | 0       |              |
| 144. | 31. 3. 2024.  | Кливленд кавалирси          | П 130—101  | 26    | 18      | 16          | 1          | 0       |              |
| 145. | 4. 4. 2024.   | Лос Анђелес клиперси        | И 100—102  | 36    | 17      | 10          | 0          | 0       |              |
| 146. | 6. 4. 2024.   | Атланта хокси               | П 142—110  | 19    | 14      | 11          | 2          | 0       |              |
| 147. | 22. 4. 2024.  | Лос Анђелес лејкерси        | П 101—99   | 27    | 20      | 10          | 3          | 0       | ПО           |
| 148. | 27. 4. 2024.  | Лос Анђелес лејкерси        | И 108—119  | 33    | 14      | 14          | 1          | 1       | ПО           |
| 149. | 24. 10. 2024. | Оклахома Сити тандер        | Н 87—102   | 16    | 12      | 13          | 2          | 1       |              |
| 150. | 29. 10. 2024. | Бруклин нетси               | П 144—139  | 29    | 18      | 16          | 0          | 1       |              |
| 151. | 4. 11. 2024.  | Торонто репторси            | П 121—119  | 28    | 14      | 14          | 1          | 2       |              |
| 152. | 6. 11. 2024.  | Оклахома Сити тандер        | П 124—122  | 23    | 18      | 16          | 2          | 2       |              |
| 153. | 8. 11. 2024.  | Мајами хит                  | П 135—122  | 30    | 14      | 11          | 2          | 0       |              |
| 154. | 8. 11. 2024.  | Далас маверикси             | П 122—120  | 37    | 18      | 15          | 2          | 0       |              |
| 155. | 23. 11. 2024. | Далас маверикси             | И 120—123  | 33    | 17      | 10          | 0          | 0       |              |
| 156. | 1. 12. 2024.  | Лос Анђелес клиперси        | И 122—126  | 28    | 14      | 11          | 1          | 1       |              |
| 157. | 5. 12. 2024.  | Кливленд кавалирси          | И 114—126  | 27    | 20      | 11          | 3          | 0       |              |
| 158. | 16. 12. 2024. | Сакраменто кингси           | П 130—129  | 20    | 14      | 13          | 2          | 1       |              |
| 159. | 22. 12. 2024. | Њу Орлеанс пеликанси        | П 132—129  | 27    | 13      | 10          | 1          | 1       |              |
| 160. | 27. 12. 2024. | Кливленд кавалирси          | И 135—149  | 27    | 14      | 13          | 3          | 0       |              |
| 161. | 30. 12. 2024. | Јута џез                    | П 132—121  | 36    | 22      | 11          | 4          | 0       |              |
| 162. | 1. 1. 2025.   | Атланта хокси               | П 139—120  | 23    | 17      | 15          | 0          | 1       |              |
| 163. | 10. 1. 2025.  | Бруклин нетси               | П 124—105  | 35    | 12      | 15          | 4          | 0       |              |
| 164. | 15. 1. 2025.  | Далас маверикси             | П 118—99   | 10    | 14      | 10          | 2          | 0       |              |
| 165. | 17. 1. 2025.  | Мајами хит                  | П 133—113  | 24    | 12      | 10          | 1          | 0       |              |
| 166. | 19. 1. 2025.  | Орландо меџик               | П 113—100  | 20    | 14      | 10          | 3          | 3       |              |
| 167. | 21. 1. 2025.  | Филаделфија севентисиксерси | П 144—109  | 27    | 13      | 10          | 4          | 1       |              |
| 168. | 24. 1. 2025.  | Сакраменто кингси           | П 132—123  | 35    | 22      | 17          | 1          | 2       |              |
| 169. | 27. 1. 2025.  | Чикаго булси                | П 129—121  | 33    | 12      | 14          | 1          | 1       |              |
| 170. | 2. 2. 2025.   | Шарлот хорнетси             | П 107—104  | 28    | 13      | 17          | 4          | 1       |              |
| 171. | 4. 2. 2025.   | Њу Орлеанс пеликанси        | П 125—113  | 27    | 14      | 10          | 1          | 2       |              |
| 172. | 6. 2. 2025.   | Орландо меџик               | П 112—90   | 28    | 10      | 12          | 2          | 0       |              |
| 173. | 13. 2. 2025.  | Портланд трејлблејзерси     | П 132—121  | 26    | 15      | 10          | 2          | 0       |              |
| 174. | 22. 2. 2025.  | Лос Анђелес лејкерси        | И 100—123  | 12    | 13      | 10          | 1          | 0       |              |
| 175. | 27. 2. 2025.  | Милвоки бакси               | И 112—121  | 32    | 14      | 10          | 1          | 0       |              |
| 176. | 28. 2. 2025.  | Детроит пистонси            | П 134—119  | 23    | 17      | 15          | 1          | 2       |              |
| 177. | 7. 3. 2025.   | Финикс санси                | П 149—141  | 31    | 21      | 22          | 3          | 0       |              |

- П — победио утакмицу
- И — изгубио утакмицу
- ПО — плеј оф
- Ажурирано 10. 3. 2025.

## Успеси

### Репрезентативни
- Олимпијске игре:  Рио де Жанеиро 2016.
- Олимпијске игре:  Париз 2024.
- Светско првенство до 19 година:  Чешка 2013.

### Клупски
- Денвер нагетси:
  - НБА шампион (1): 2022/23.

### Појединачни
- Најкориснији играч НБА (3): 2021, 2022, 2024.
- Најкориснији играч НБА финала (1): 2022/23.
- НБА Ол-стар меч (7): 2019, 2020, 2021, 2022, 2023, 2024, 2025.
- Најкориснији играч финала Запада (1): 2023.
- Идеални тим НБА — прва постава (4): 2018/19, 2020/21, 2021/22, 2023/24.
- Идеални тим НБА — друга постава (2): 2019/20, 2022/23.
- Идеални тим новајлија НБА — прва постава: 2015/16.[206]
- Најкориснији играч Јадранске лиге (1): 2014/15.
- Најбољи млади играч Јадранске лиге (1): 2014/15.
- МВП квалификационог турнира за одлазак на Олимпијске игре 2016.[207]
- Српски кошаркаш године: 2018, 2021, 2022, 2024.[208][209][210][211]
- Добитник признања за промоцију угледа Србије у свету[212]
- Никола Јокић је освојио награду за МВП финала НБА лиге, а то је шести пут да је неки међународни играч добио ту част. Хјустонов Хаким Олајџувон (Нигерија) освојио је МВП финала 1994. и 1995. године. Тони Паркер (Француска) из Сан Антонија освојио га је 2007. године, Дирк Новицки из Даласа (Немачка) освојио га је 2011, а Јанис Адетокумбо (Грчка) из Милвокија 2021.
- Орден заставе Републике Српске са златним венцем[213]
- Идеални тим на Олимпијским играма 2024. у Паризу.[214]
- Најбољи кошаркаш Србије за 2024. годину по избору КСС.[215]
- Најбољи кошаркаш Европе за 2024. годину по избору навијача.[216]